# Tekken Revolution
Tekken Revolution is de eerste free-to-play game uit de Tekken-serie, welke exclusief voor de PlayStation 3 verscheen op 12 juni 2013. Volgens Katsuhiro Harada, producent van de Tekken-serie, stelde Microsoft zich niet welwillend op tegenover een versie voor de Xbox 360. De game was 1914MB en geheel gratis te downloaden in de PlayStation Store. Door de game gratis aan te bieden hoopte Namco Bandai een nieuwe generatie gamers aan te spreken die zelden tot nooit een Tekken game gespeeld hebben. De gameplay van Tekken Revolution werd sterk aangepast, waardoor het ervaren werd als een mix tussen Tekken Tag Tournament 2, Tekken 6 en Tekken 5. 

## Personages
In het begin van de game zijn 8 personages (in het Engels: characters) beschikbaar, waarna men door het verzamelen van Gift Points meer personages kunnen vrijspelen. Heihachi Mishima, Jinpachi Mishima, Mokujin, Tetsujin, Kinjin, Ogre en Gold Ogre zijn bazen in de Arcade-modus, hoewel ze zelf niet speelbaar zijn. In de 1.0 versie zijn er 4 personages om vrij te spelen, maar Namco Bandai liet weten dat het mogelijk was dat nieuwe personages toegevoegd zouden worden via online updates.
- Alisa Bosconovitch (vrij te spelen)
- Armor King (vrij te spelen)
- Asuka Kazama
- Bob (vrij te spelen)
- Bryan Fury (vrij te spelen)
- Christie Monteiro (vrij te spelen)
- Devil Jin (vrij te spelen)
- Eliza (vrij te spelen)
- Feng Wei (vrij te spelen)
- Hwoarang (vrij te spelen)
- Jack-6
- Jaycee (vrij te spelen)
- Jin Kazama (vrij te spelen)
- Jun Kazama (vrij te spelen)
- Kazuya Mishima
- King
- Kuma (vrij te spelen)
- Kunimitsu
- Lars
- Lee Chaolan (vrij te spelen)
- Leo (vrij te spelen)
- Lili
- Ling Xiaoyu (vrij te spelen)
- Marshall Law
- Miguel Caballero Rojo (vrij te spelen)
- Nina Williams
- Paul Phoenix
- Sergei Dragunov (vrij te spelen)
- Steve Fox (vrij te spelen)